# Шарль Ітандж
Шарль Ітандж (фр. Charles Itandje, нар. 2 листопада 1982, Бобіньї) — камерунський футболіст, воротар національної збірної Камеруну, який є вільним агентом.

## Клубна кар'єра

### Ранні роки
Народився 2 листопада 1982 року у французькому місті Бобіньї в родині вихідців з Камеруну. Вихованець футбольної школи клубу «Ред Стар». Дорослу футбольну кар'єру розпочав 2000 року в основній команді того ж клубу, в якій провів один сезон, взявши участь лише у 9 матчах чемпіонату.

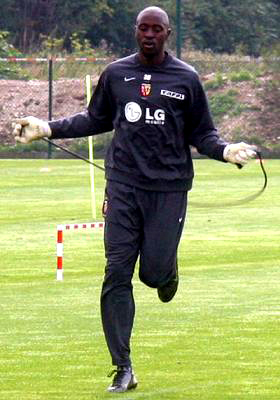
Шарль Ітандж під час виступів за «Ланс»

Своєю грою за цю команду привернув увагу представників тренерського штабу клубу «Ланс», до складу якого приєднався влітку 2001 року. Відіграв за команду з Ланса наступні шість сезонів своєї ігрової кар'єри. Більшість часу, проведеного у складі «Ланса», був основним голкіпером команди.

### «Ліверпуль»
9 серпня 2007 року Ітанж був підписаний англійським «Ліверпулем». Головний тренер команди Рафаель Бенітес взяв його як наступника основного голкіпера «червоних» Пепе Рейни. Бенітесу довелося терміново шукати воротаря, оскільки Єжи Дудек 1 липня 2007 року покинув «Ліверпуль» та перейшов у «Реал Мадрид», Даніеле Паделлі, який провів другу половину попереднього сезону в «Ліверпулі», своєю грою тренерський штаб «червоних» не вразив та повернувся назад у «Сампдорію», а Скотт Карсон несподівано попросив відправити його в річну оренду в «Астон Віллу».
Ітанж дебютував у першій команді «Ліверпуля» 25 вересня в матчі Кубка ліги проти «Редінга», в якому його клуб виграв з рахунком 4:2 завдяки голу Йоссі Бенаюна та хет-трику Фернандо Торреса. Другим матчем для нього став також поєдинок на Кубок ліги, цього разу проти «Кардіфф Сіті». Втретє в цьому турнірі Ітанж вийшов на матч проти «Челсі» на «Стемфорд Брідж», в якому «Ліверпуль» поступився з рахунком 0:2, незважаючи на блискучу гру французького воротаря.
Шарль Ітанж стояв на воротах і в чотирьох матчах «Ліверпуля» в Кубку Англії — у двох іграх Третього раунду проти «Лутон Таун» (1:1 і 5:0 в переграванні), а також в поєдинку Четвертого раунду проти аматорського клубу «Хейвент енд Ватерлувілл» (5:2). Останнім для нього матчем стала гра П'ятого раунду того ж турніру проти «Барнслі» на «Енфілді», в якому «Ліверпуль» несподівано поступився 1:2.
Влітку 2008 року Шарль мав намір піти з «Ліверпуля», тим більше, що на його місце клуб запросив Дієго Кавальєрі, але жоден з можливих переходів француза (в числі найбільш імовірних покупців називалися «Галатасарай» та «Парі Сен-Жермен») так і не відбувся. У сезоні 2008/09 він продовжував числитися в команді, однак його шанси пробитися до складу навіть на матч Кубка ліги були невеликі, а в заявці клубу на Лігу чемпіонів серед імен чотирьох воротарів його прізвища не було.
У квітні 2009 року ім'я Ітанжа опинилося в центрі скандалу, коли на церемонії, присвяченій двадцятій річниці трагедії на «Гіллсборо», Шарль показав повну неповагу до пам'яті загиблих 5 квітня 1989 людей, намагаючись розсмішити партнерів по команді. У підсумку французький воротар був на деякий час відсторонений від тренувань, а клуб почав внутрішнє розслідування інциденту. Цей епізод підвів остаточну риску під кар'єрою Ітанжа в «Ліверпулі», оскільки стало очевидно, що грати за «червоних» далі він точно не буде.

### Виступи у Греції та Туреччині
30 серпня 2009 року з'явилися повідомлення про те, що Ітанж може перейти в грецьку «Кавалу», де провів на правах оренди весь наступний сезон.
8 грудня офіційний сайт англійського клубу повідомив про припинення контракту з французьким голкіпером, який підписав угоду на два з половиною роки з грецьким «Атромітосом», чиїм гравцем офіційно став 1 січня 2011 року.
На початку 2013 року перейшов в ПАОК, де виступав до завершення сезону, після чого на правах оренди перейшов в «Коньяспор». За сезон відіграв за команду з Коньї 33 матчі в національному чемпіонаті, пропустивши 44 м'ячі. Наступного сезону повернувся до ПАОКа, де в другій половині сезону був основним воротарем.
Влітку 2015 повернувся до Туреччини, підписавши контракт з «Різеспором», в якому був основним воротарем. Наступного сезону перейшов до «Газіантепспора», де швидко втратив місце в основному складі, провівши лише п'ять матчів. Після півроку в клубі з Адани в січні 2017 перейшов до «Аданаспора». В липні 2017 залишив клуб на правах вільного агента.

## Виступи за збірні
2002 року залучався до складу молодіжної збірної Франції. На молодіжному рівні зіграв в одному офіційному матчі в листопаді проти однолітків з Югославії.
2006 року його ім'я було в списку кандидатів в першу збірну Франції, проте в остаточну заявку воротар так і не потрапив.
У жовтні 2010 року Шарль отримав дозвіл ФІФА грати за збірну Камеруну і 23 березня 2013 року дебютував в офіційних іграх у складі національної збірної Камеруну у матчі-відбору на чемпіонат світу 2014 проти збірної Того (2:1). Протягом того відбору став основним голкіпером команди і допоміг камерунцям вийти на «мундіаль» у Бразилії.
Наразі провів у формі головної команди країни 7 матчів.